# KLIF Aleksandrowsk
KLIF Aleksandrowsk (ukr. «КЛІФ» Олександрівськ) – ukraiński klub piłkarski z siedzibą w mieście Aleksandrowsk (obecnie Zaporoże), w południowo-wschodniej części kraju, działający w latach 1914–1918.

## Historia
Chronologia nazw:
- 1914: KLIF Aleksandrowsk (ukr. «КЛІФ» [Клуб любителів ігри у футбол] Олександрівськ, ros. «КЛИФ» [Клуб любителей игры в футбол] Екатеринослав)
- 1918: klub rozwiązano

Drużyna piłkarska KLIF została założona w Aleksandrowsku w maju 1914 roku i reprezentowała uczniów Technikum Technicznego.
12 marca 1916 została organizowana Jekaterynosławska Futbolowa Liga, do której dołączył również KLIF.
W marcu 1916 roku drużyna debiutowała w mistrzostwach Jekaterynosławskiej Futbolowej Ligi, która była podzielona na 2 grupy. Zespół zajął drugie miejsce w grupie B, tuż za zwycięzcą Aidą. W 1917 po raz drugi startował w mistrzostwach Jekaterynosławskiej Futbolowej Ligi. Potem klub został rozwiązany.

## Sukcesy
- 3-4 miejsce mistrzostw Jekaterynosławia (1): 1916